# 24663 Philae
24663 Philae este un asteroid din centura principală de asteroizi.

## Descriere
24663 Philae este un asteroid din centura principală de asteroizi. A fost descoperit pe 12 august 1988 la Observatoire de Haute-Provence de Eric Walter Elst. Asteroidul prezintă o orbită caracterizată de o semiaxă mare de 2,29 ua, o excentricitate de 0,17 și o înclinație de 4,6° în raport cu ecliptica.